# 狗屋 (電影)
《狗屋》（英語：Doghouse）是一部2009年的英国滑稽喜剧恐怖血腥电影。一群男性朋友为了度过一个“男士周末”旅行到英格兰的一个偏远小镇。抵达后，他们发现小镇上的所有女性都变成了嗜血的食人怪物，字面意义上的食人者。

## 剧情
文斯因最近的离婚而感到沮丧。他的六个朋友——尼尔、米奇、格雷厄姆、马特、帕特里克和班克斯，都各自有自己的女性问题，于是决定带他去一个“男士周末”。他们租了一辆由坎迪驾驶的小巴，前往穆德利小镇，据说那里女性人数是男性的4倍。班克斯错过了小巴，自己开车去小镇。
到达小镇后，众人发现这里异常安静，几乎看不到女性。在返回小巴的途中，众人注意到一名身穿军装的男子正在攻击一名戴兜帽的少女。他们冲上去救援，但在混乱中，兜帽少女抢走了士兵的刀并刺伤了尼尔。他们拖着昏迷的士兵跑回巴士，却发现坎迪已经被感染了。更多感染的女性出现并开始攻击他们，他们只好撤退到米奇祖母的房子里。士兵承认，这个镇子被一种生物制剂感染，会将女性变成食人怪物。
众人试图再次登上小巴，用受伤的尼尔引开坎迪，但又有两个被感染的女性加入追逐，将他们逼回了街道。他们分散在小镇，分别藏在玩具店、服装店和肉铺里。帕特里克被困在广告牌上。尼尔跑进了一所房子，却被一个病态肥胖的女人劫持，她切下了尼尔的一根手指并吃掉了它。尼尔最终逃脱，与其他人汇合后躲进了当地教堂。在那里，他们发现了一个军事指挥中心。马特启动了电脑，短暂地与一名地方政客梅格·纳特交谈。她承认曾将这种毒素伪装成生物洗衣粉分发出去。士兵找到一个控制盒并解释说，这是一种声呐装置，可以发出高频声波，用来震晕女性僵尸。这些僵尸开始进化到“第二阶段”，变得更快、更聪明也更奇怪。但当士兵尝试使用声呐装置时，发现它已失效。随后士兵被米奇的祖母杀害，而马特用高尔夫球棒打死了这只怪物奶奶。因受到创伤，马特走出去“冷静一下”，却被从教堂地下室出现的“第二阶段”怪物杀死。在地下室，众人发现了一个巢穴，里面的女性正在啃食男性尸体。他们躲到教堂屋顶，试图抵御越来越多的嗜血女性。
班克斯终于赶到穆德利。起初，他以为朋友们在吸毒，但很快意识到事情的严重性，于是拿来梯子帮助他们从屋顶逃走。格雷厄姆随后被那个病态肥胖的女人攻击。班克斯带着幸存者赶往他的车——一辆小型司麥特车，但车内空间不足以容纳所有人。在争执中，帕特里克被攻击并惨死。其他人跑向小巴，班克斯被杀，而文斯奋力对抗坎迪。文斯对尼尔和米奇大发脾气，认为他们对女性不好却活了下来，而像他这样尊重女性的人却要面对拒绝甚至死亡。他决定改变自己。然而，当他们准备逃走时，听到了还活着的格雷厄姆透过对讲机传来的声音。格雷厄姆从教堂出来，利用高压电源启动了声呐装置。装置终于奏效，女人们都被定住了。但文斯不小心摔坏了装置，感染者再次袭来。四人推着受伤的格雷厄姆坐在购物车里逃命，笑着离开。

## 演员
- 史提芬·格拉漢姆 饰 文斯
- 達尼·代爾 饰 尼尔
- 诺尔·克拉克 饰 米奇
- 李·恩格里比 饰 马特（角色原型为编剧的朋友马特·布克 Matt Booker，他是Automattic Comics的创始人，也是《星際大戰》的忠实粉丝）
- 基斯-李·卡斯尔（英语：Keith-Lee Castle） 饰 帕特里克
- 埃米尔·马尔瓦（英语：Emil Marwa） 饰 格雷厄姆
- 尼尔·马斯凯尔（英语：Neil Maskell） 饰 班克斯
- 克里斯蒂娜·科尔（英语：Christina Cole） 饰 坎迪（她自我介绍为露丝，但在收到小费后同意让众人称呼她为坎迪）
- 特里·斯通（英语：Terry Stone） 饰 加文·赖特中士
- 尼古拉·简·雷丁 Nicola Jane Reading 饰 巫婆/僵尸大军 - 睡衣装
- 詹娜·古德温 Jenna Goodwin 饰 桃乐茜·帕金斯（英语：Dorothy Perkins）/僵尸大军 - 图书管理员
- 艾米丽·布斯（英语：Emily Booth） 饰 理发师“剪刀手”
- 翠·卡尔（英语：Tree Carr） 饰 便利店女孩朱莉
- 里娅·诺尔斯 Ria Knowles 饰 辫子女孩
- 艾莉森·卡罗尔（英语：Alison Carroll） 饰 少女
- 黛博拉·海德（英语：Deborah Hyde） 饰 当地酒吧“鸡与牛（英语：Coaching inn）”的女招待
- 维多利亚·霍普金斯 Victoria Hopkins 饰 新娘
- 贝瑞尔·内斯比特（英语：Beryl Nesbitt） 饰 米奇的祖母
- 玛丽·塔姆（英语：Mary Tamm） 饰 梅格·纳特（地方政客）
- 比利·默里（英语：Billy Murray (actor)） 饰 上校
- 阿黛尔·席尔瓦（英语：Adele Silva） 饰 贝克斯（米奇的妻子）
- 潔西卡-珍·克萊門特 饰 尼尔的年轻女人
- 科米科·卢曼帕奥 Khemico Lumampao 饰 妓女

## 制作
电影由丹·沙弗（Dan Schaffer）编剧，杰克·韦斯特（Jake West）执导。

## 上映
电影于2009年6月12日在英国上映，并以隨選視訊的形式在美国发行。

## 影评
这部电影获得了褒贬不一的评价。在爛番茄上，23条评论中的好评率仅为48%。评论共识认为，这是一部“拙劣、不搞笑也不吓人的英国恐怖喜剧，甚至可以被指控为厌女。”《星期日鏡報》的马克·亚当斯（Mark Adams）称其为“一部血腥得恰到好处的喜剧恐怖片，是一部小伙子們娛樂消遣的作品。”然而其他评论家则持不同看法。《觀察家報》的杰森·索罗曼斯（Jason Solomans）称其为“一部愚蠢的僵尸电影。”《衛報》的凯瑟琳·肖德（Catherine Shoard）写道：“……不可否认的厌女情绪，以及明显的创意匮乏。那么它是否足够有趣，能够弥补这些缺陷？勉强算是。”并给予两星（满分五星）的评价。
《爱尔兰时报》的迈克尔·德怀尔（Michael Dwyer）则只给了一星评价（满分五星）。评论家们指出，这部电影的上映时间紧跟另一部2009年英国喜剧恐怖片《蕾絲邊吸你血》之后，并抱怨其中的创意借鉴了《活人甡吃》。